# Pixtaq

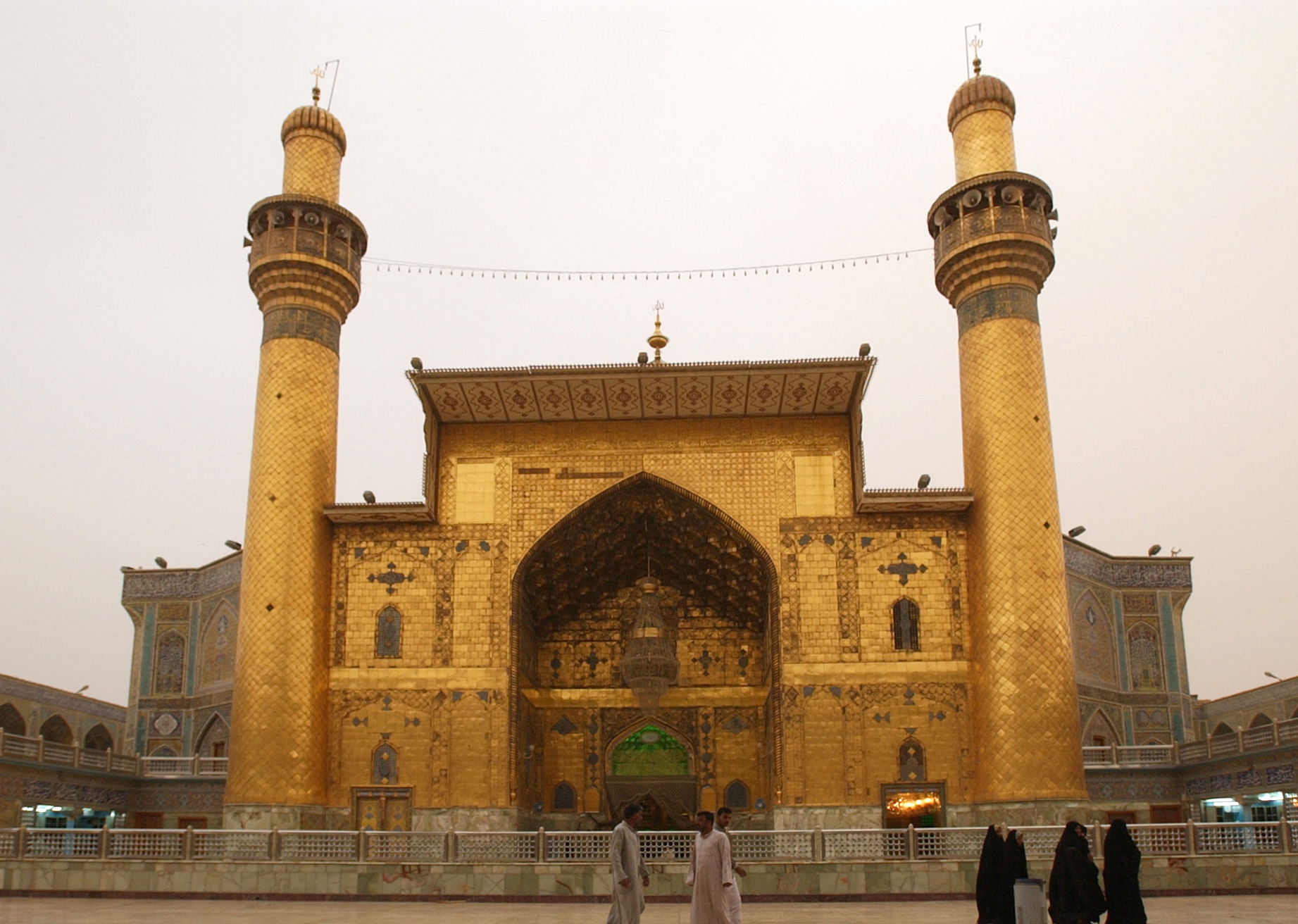
Exemple de pixtaq: mausoleu d'Ali ibn Abi Talib, Najaf (l'Iraq)

El pixtaq o pixtak (en persa: پیش‌طاق) és un element de l'arquitectura islàmica, un portal o entrada principal monumental en forma de marc o pantalla que enquadra un elevat arc (o iwan) que sobreïx de la façana on es troba. Apareix a l'Iraq i després s'estendrà a Anatòlia i al món persa. Es troba en diferents tipus d'edificacions, civils i religioses, com ara mesquites, palaus, caravanserralls, madrasses, etc.

## Origen i extensió geogràfica
No es coneixen pas edificis de l'antiguitat o de principis de l'edat mitjana amb models de pixtaqs. L'assoliment més antic que s'ha conservat està prop de Karbala (l'Iraq), al mur sud del Palau d'Al-Ukhaydir, que data del segle viii. Es presenta com un portal amb un arc col·locat en un marc rectangular i que s'eleva sobre els murs del pati. Tanmateix, Oleg Gravar assenyala que "les característiques d'Al-Ukhaydir són clarament d'origen iranià".
Apareixen a la fi de l'edat mitjana o començament de la moderna, segons un model que va anar evolucionant i difonent-se a Anatòlia i el món persa, tot i que també es troba a l'Índia, i a vegades també al món àrab, especialment en zones amb una forta presència xiïta.
Alguns investigadors indiquen que els pixtaqs de la Mesquita del Divendres del segle XIV de Yazd (a Iran) es troben entre els més antics del seu tipus.

## Característiques
Consta d'un marc de forma rectangular o quasi quadrada que es projecta en volada des de la façana principal en què es disposa, normalment construït en rajola i prou més elevat que la línia de la coberta de l'edifici, que enquadra un arc elevat que cobreix una sala arcada, a manera de vestíbul (iwan). El mur posterior amb l'entrada real a l'edifici està tancat tret d'un passatge que és una mica més alt que la porta. Generalment estan decorats amb bandes cal·ligràfiques, taulells de faiança i motius geomètrics.
Els pixtaqs es troben en diferents tipus d'edificis, com ara mesquites, palaus, caravanserralls, madrasses, etc. En les mesquites, solen ser confinats per dos minarets, tot i que no pas sempre.

## Distribució
Els pixtaqs són parts essencials de les mesquites i madrasses d'Orient Pròxim i d'Àsia central (Registan a Samarcanda, Uzbekistan). També es troben en formes una mica més petites al sud d'Àsia (l'Índia i el Pakistan, com ara la Mesquita del Xa Khahan de Thatta).

## Significat
Segons Papadopoulo, una porta tan gran hauria de mostrar amb la seua altura que l'ésser humà esdevé un "gegant espiritual" quan camina al seu davall. Un pòrtic hi compliria una funció comparable.

## Galeria d'imatges

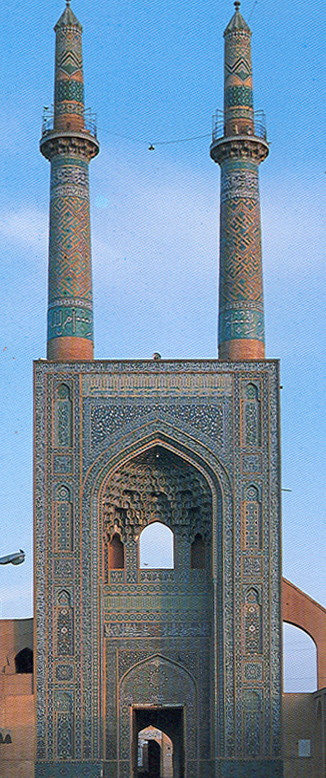
Mesquita del Divendres de Yazd, Iran
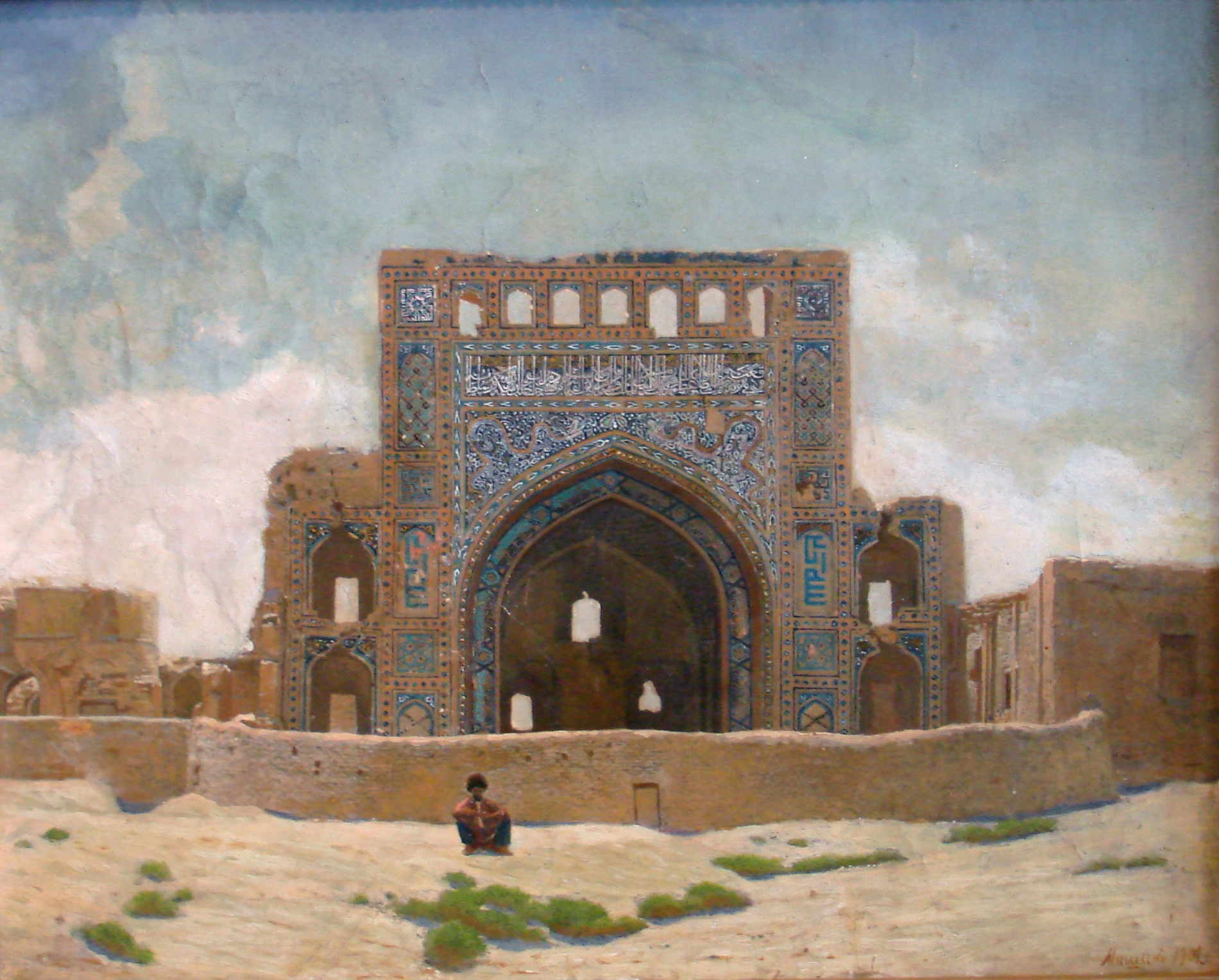
Restes del pixtaq del conjunt Jamâl-ad-Dîn d'Anau (mitjan segle xv). Estigué flanquejat per dos minarets
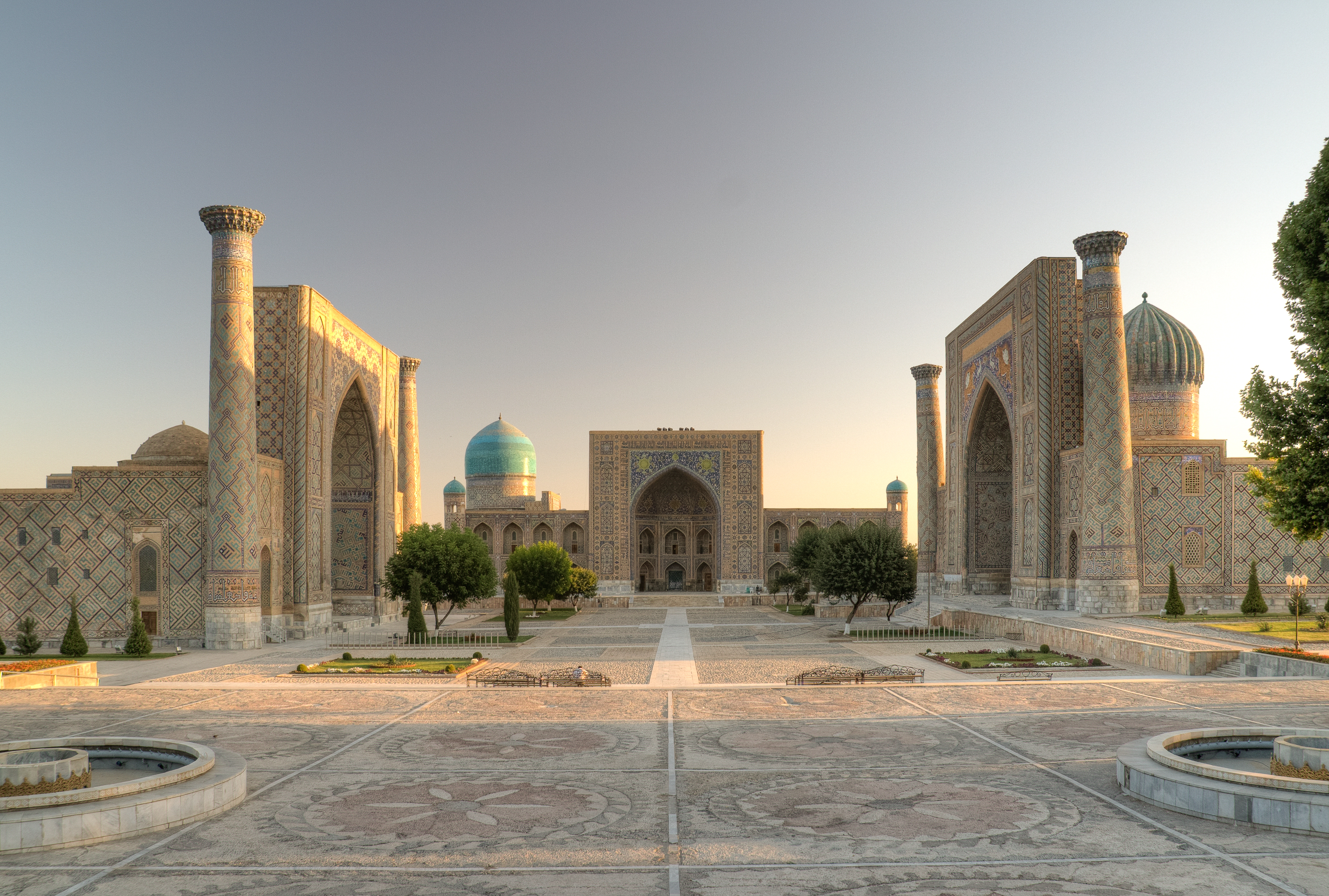
Samarcanda Uzbekistan) – Registan, amb tres pixtaqs